# حمامة العليمات
حمامة العليمات بلدة “أردنية” من قرى محافظة المفرق تقع على الطريق الذي يربط محافظتي المفرق وجرش وتقع البلدة على عدة جبال مطلة على العديد من الوديان والسهول،   تمتاز بزراعة أشجار الزيتون والتين  بالإضافة إلى حقول القمح والشعير كما تشتهر بتربية الأغنام والماعز ويمتاز مناخها بالمعتدل صيفاً والبارد شتاءً ويعد الربيع من أفضل الفصول في البلدة إذ تتزين الأرض والوديان والجبال بالخضرة والأزهار البرية التي تفوح عبقا مثل الدحنون والبختري والنفل والزعتر وغيرها.

## التسمية
يقال أن سبب تسمية حمامة بهذا الاسم أن الملك الروماني رحابا الذي كان يتخذ من إرحاب القريبة عاصمة لمملكته كان لديه بنتان واحدة اسمها خنزيرا وقد وهب لها بلدة حملت اسمها تقع إلى الجنوب من رحاب وهي خنزيرا التي تعرف اليوم باسم منيفة بعد أن تم تغيير اسمها في القرن العشرين وأما البنت الثانية فكان اسمها حمامة وأعطاها هذه البلدة أما إضافة اسم العليمات لها فهو نسبة إلى سكانها من عشيرة العليمات بني حسن الذين يسكنوها منذ أواخر القرن التاسع عشر .

## الجغرافيا
تعتبر أراضي حمامة من المرتفعات الأردنية العالية إذ يبلغ ارتفاعها عن مستوى سطح البحر حوالي 1000 متر الأمر الذي يجعلها غزيرة الأمطار والثلوج في فصل الشتاء.

## جيران
و من القرى المحيطة بحمامة العليمات بالإضافة إلى منيفة وإرحاب أبو السوس، عين، الدجنية، المدور ونادرة والكرم وغيرها